# Sermoneta
Sermoneta is een gemeente in de Italiaanse provincie Latina (regio Latium) en telt 7073 inwoners (31-12-2004). De oppervlakte bedraagt 44,9 km², de bevolkingsdichtheid is 144 inwoners per km².
De volgende frazioni maken deel uit van de gemeente: Monticchio, Sermoneta Scalo, Tufette, Doganella, Pontenuovo, Carrara.

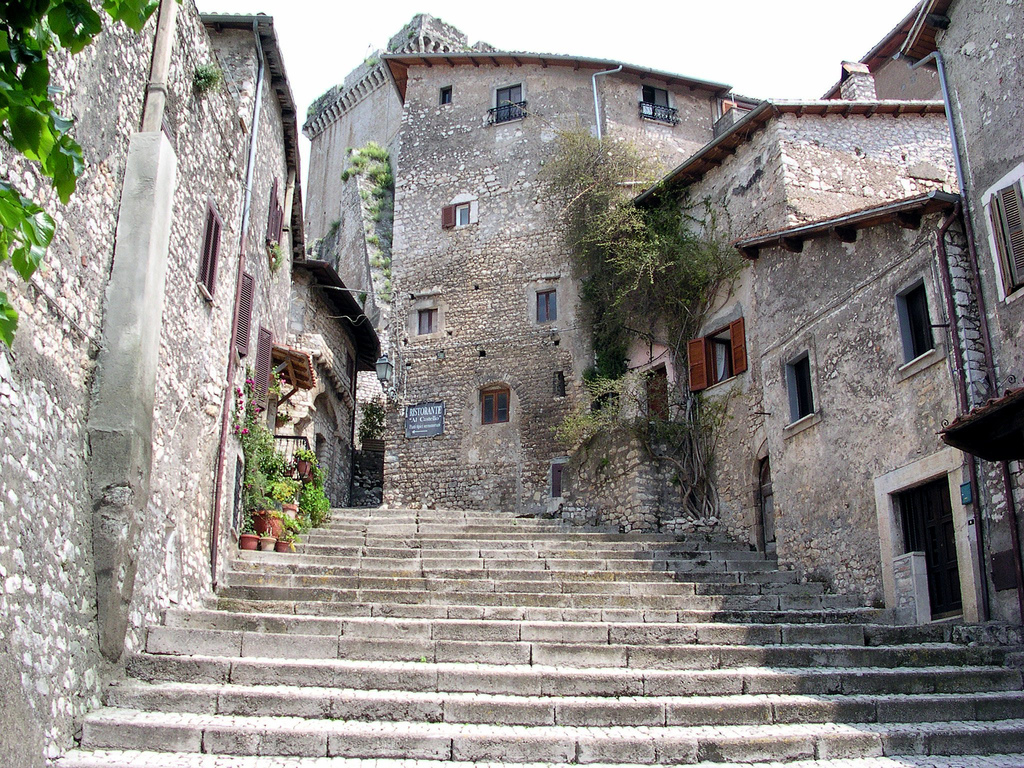
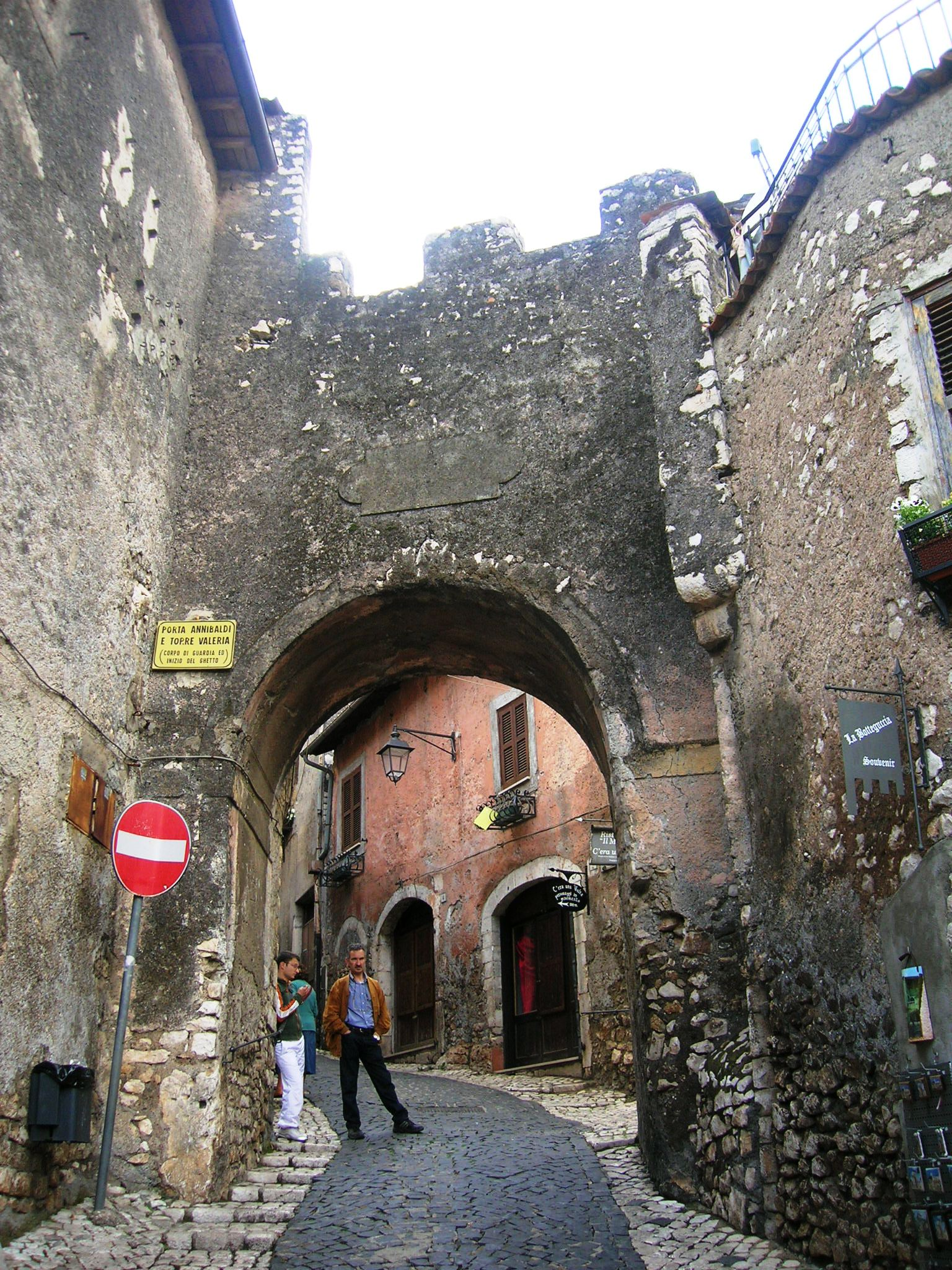
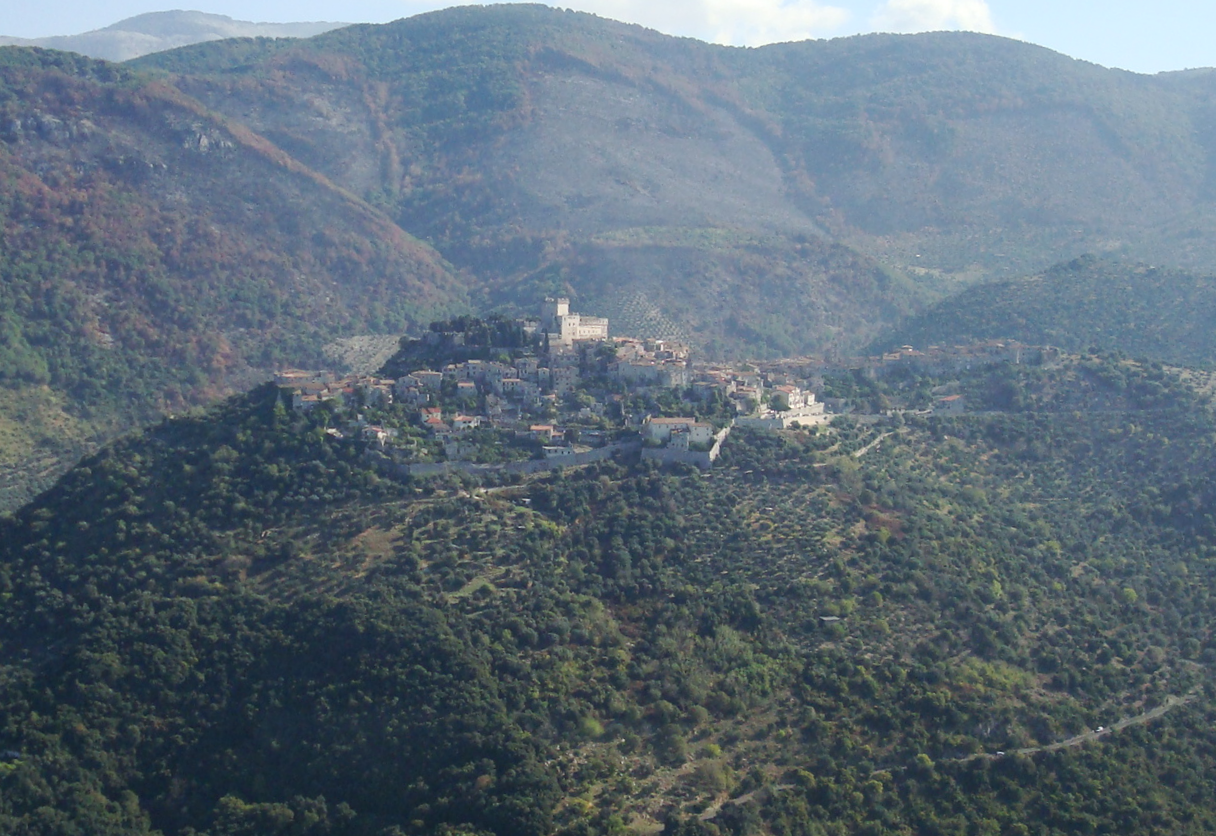

## Demografie
Sermoneta telt ongeveer 2576 huishoudens. Het aantal inwoners steeg in de periode 1991-2001 met 0,5% volgens cijfers uit de tienjaarlijkse volkstellingen van ISTAT.
| Jaar | Inwoneraantal |
| ---- | ------------- |
| 1991 | 6587          |
| 2001 | 6620          |

## Geografie
De gemeente ligt op ongeveer 257 m boven zeeniveau.
Sermoneta grenst aan de volgende gemeenten: Bassiano, Cisterna di Latina, Latina, Norma, Sezze.

## Geboren
- Aldus Manutius (1449 - 1515) humanistisch grammaticus en drukker
- Ubaldo Righetti (1963), Italiaans voetballer